# Obermerzbach
Obermerzbach ist ein Gemeindeteil von Untermerzbach im unterfränkischen Landkreis Haßberge in Bayern.

## Geografie
Das Dorf liegt im nordöstlichen Teil des Landkreises am Südhang eines langgestreckten Höhenzuges der Haßberge und wird vom Obermerzbacher Bach durchflossen. Durch den Ort führt die Kreisstraße HAS 54 von Untermerzbach nach Buch.

## Geschichte
Die erste urkundliche Erwähnung erfolgte 1317/22, als Siegfried von Stein den halben Zehnten in „superiori Mercebach“ erhielt. 1356 verkaufte die Würzburger Kirche Güter in „obern Merczbach“ an das Kloster Langheim. 1574 kam „Obernmerzbach“ zum Amt Wildberg. 1806 wurde der Ort im Greiffenclauschen Güterverzeichnis als Obermerzbach bezeichnet.
Im Jahr 1862 wurde die 1818 gebildete Ruralgemeinde Obermerzbach, bestehend aus den beiden Orten Obermerzbach und Muckenlochsmühle, in das neu geschaffene bayerische Bezirksamt Ebern eingegliedert. Im Jahr 1871 hatte das Dorf 110 Einwohner.
Im Jahr 1900 zählte die 294,34 Hektar große Landgemeinde 21 Wohngebäude und 90 protestantische Einwohner, die zum Sprengel der 1,5 Kilometer entfernten Pfarrei Untermerzbach gehörten, wo sich auch die Bekenntnisschule befand. 1925 lebten in Obermerzbach 81 Personen in 18 Wohngebäuden. 1950 hatte Obermerzbach 105 Einwohner und 17 Wohngebäude. Im Jahr 1961 zählte das Dorf 74 Einwohner und 17 Wohngebäude. 1970 waren es 83 und 1987 80 Einwohner in 20 Wohngebäuden mit 22 Wohnungen.
Am 1. April 1971 wurde Obermerzbach im Rahmen der Gebietsreform in Bayern in die Gemeinde Untermerzbach eingegliedert. Am 1. Juli 1972 folgte die Auflösung des Landkreises Ebern und Obermerzbach wurde dem Haßbergkreis zugeordnet.

## Baudenkmäler

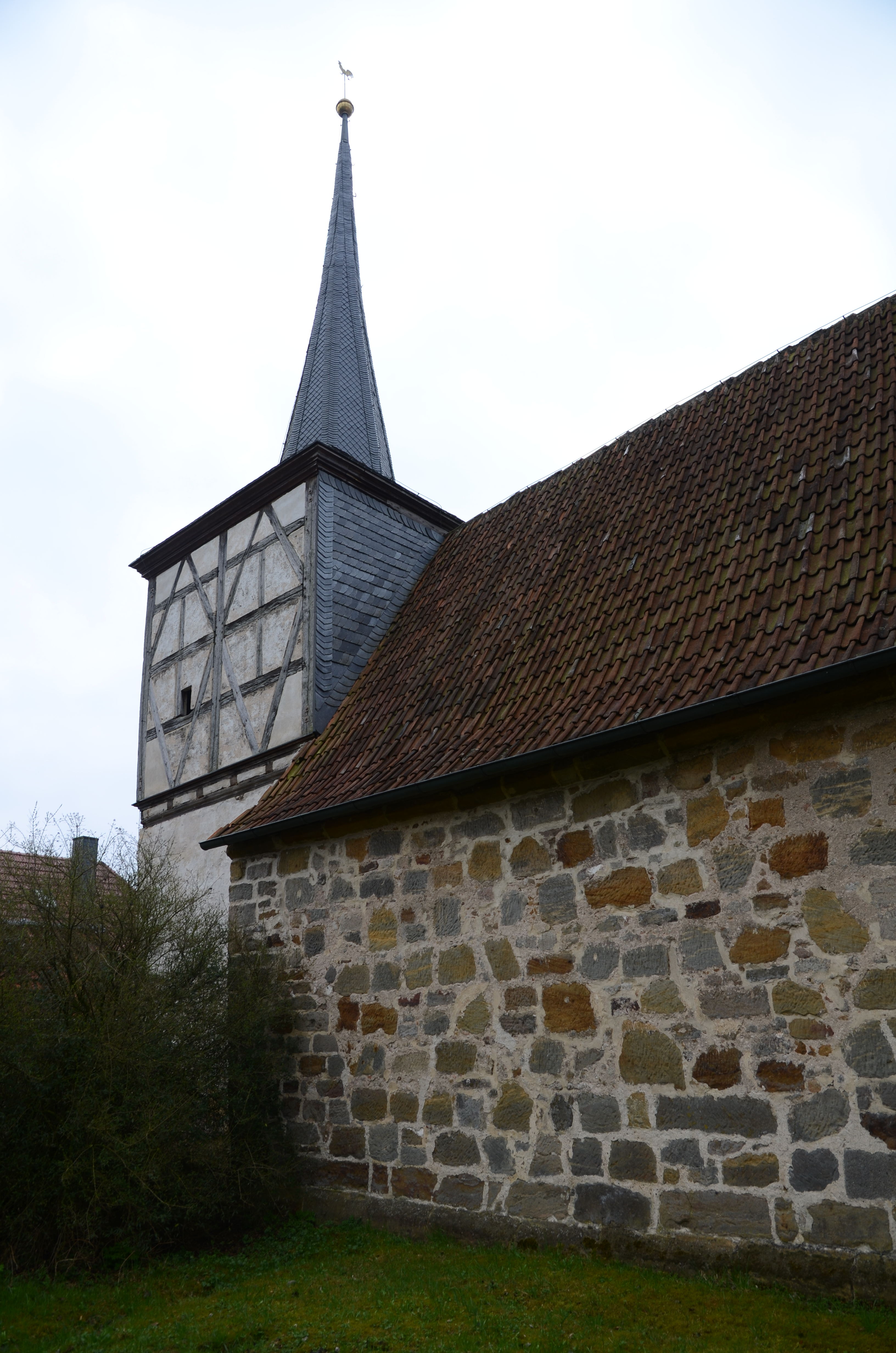
Evangelische Kirche St. Michael

In der Bayerischen Denkmalliste sind acht Baudenkmäler eingetragen.
Die evangelisch-lutherische Kirche St. Michael wurde um 1200 erbaut und 1615 verändert. Der Turmhelm stammt aus dem frühen 19. Jahrhundert. Die Chorturmkirche ist im Wesentlichen romanischen Ursprungs und der älteste erhaltene Sakralbau der Haßberge.